# Naoki Yasuzaki
Naoki Yasuzaki (japanska: 安崎 直幹) 1 augusti 1969 i Niki på ön Hokkaidō, är en japansk tidigare backhoppare som representerade NTT Hokkaido Mobile Communications Network, Inc.

## Karriär
Naoki Yasuzaki startade i världscupen första gången i normalbacken i St. Moritz i Schweiz 7 februari 1990. Han blev som bäst nummer fyra i en individuell tävling i världscupen i Lahtis i Finland 6 mars 1993 då han blev nummer 4. I lagtävlingen i världscupen i Lahtis 28 januari 1995 då han blev nummer tre tillsammans med japanska laget. Yasuzaki var som bäst i den totala världscupen säsongen 1994/1995. Han blev nummer 28 sammanlagt. Samma säsong blev han nummer 20 i tysk-österrikiska backhopparveckan. 
Yasuzaki startade i skidflygnings-VM 1990 i Vikersund i Norge. Där blev han nummer 50 av 56 startande. Under VM i skidflygning 1994 i Letalnica skidflygningsbacke i Planica i Slovenien blev han nummer 31. I skidflygnings-VM 1996 i Kulm i Bad Mitterndorf i Österrike, Yasuzakis sista, slutade han på 36:e plats. 
Höjdpunkten i Yasuzakis backhoppningskarriär kom under Skid-VM 1995 i Thunder Bay i Kanada. Där startade han i tävlingarna i stora backen. I den individuella tävlingen blev han nummer 22 och i lagtävlingen vann han en bronsmedalj tillsammans med Takanobu Okabe, Jin’ya Nishikata och Hiroya Saitō. Japan var 52,1 poäng efter segrande finländska laget och 45,6 poäng efter Tyskland.
Mot slutet av karriären tävlade Yasuzaki i kontinentalcupen. Han avslutade backhoppskarriären 2003.